# 고대 로마의 연극

## 그리스 식민지 연극의 영향

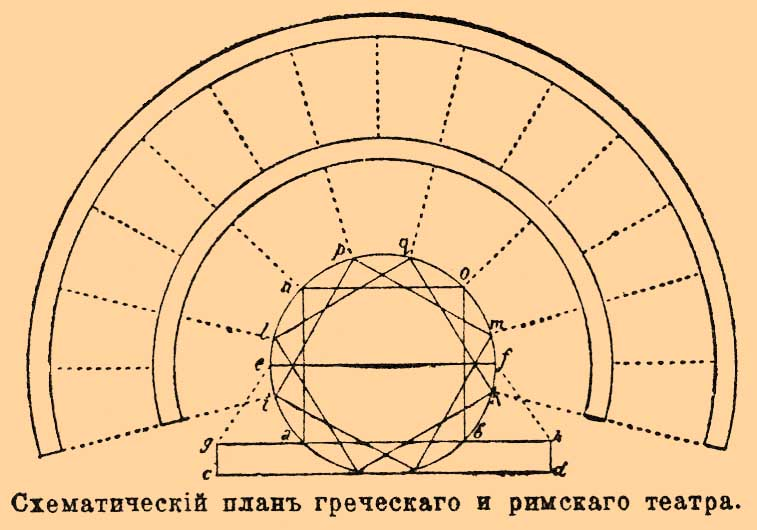
고대 로마의 연극

플라우투스들이 로마 국문학을 독자적인 높이로 승화시키기 수백년 이전부터 이탈리아 반도의 남북에서는 갖가지 소박한 초기 연극적인 조류가 흐르고 있었다.
아테네의 비극 시인 아이스킬로스는 시칠리아의 각 도시에서 비극을 상연하고 자기 자신도 시칠리아의 겔라에서 사망했다. 그 후 다시 에우리피데스의 각 작품은 특히 환영을 받았던 모양이다. 그뿐만 아니라 시라쿠사의 독재자 디오니소스에 이르러서는 스스로가 비극의 창작에 열중했다고 하며, 이러한 것으로 보아 그리스 비극의 현저한 유행을 짐작할 수 있겠다.
그러나 남이탈리아 곳곳에서의 독자적인 연극활동은 주로 희극 창작과 상연에로 기울어졌다. '즐거운 비극(Hilarotragodia)'이라 불렸던 이 희극은 오래전부터 남이탈리아에 식민(植民)한 펠로폰네소스의 주민들이 이 땅에 가져왔던 모양으로, 주로 서사시나 전설의 영웅·미녀를 황당무계한 상황에 두고, 여러 모로 엎치락 뒤치락하는 연기를 하게 한다는 취향의 것이다.
기원전 300년경 시라쿠사의 시인 린턴이 이를 문학적으로 정리하였다고 하나 작품은 완전히 없어져 전해지지 않고 있다. 그러나 당시 시칠리아나 남이탈리아의 각지에서 사 온 항아리 등에는 장식으로서 이런 종류의 연극에 나오는 각 장면을 그린 것이 많다. 그래서 그 당시의 왕성한 유행을 알 수 있는 동시에 시인들이 즐겨 사용한 대식한(大食漢) 헤라클레스, 간계(奸計)의 오디세우스, 인간 이하로 그 품성이 저열한 제신들의 각 테마와 어느 극에서나 등장하는 기본적인 3-4개의 타입을 볼 수 있다. 뿐만 아니라 이윽고 '아테라나 극'의 이름으로 로마에 전해지는 연극의 원형을 여기서 엿볼 수 있다. 또 플라우투스가 <암피트루오>에서 사용했던 정경설정 등도 예로부터 이 '즐거운 비극'의 테마로서 즐겨 사용되어 왔다. 그러나 한편 시정(市井)의 갈등을 다룬 극도 있고, 플라우투스의 <카시나>, <메르카토르>, <아시나리아> 등에서 볼 수 있는 한 여자를 둘러싼 부자간의 싸움이나, <아우룰라리아>의 도둑 소동 등의 원형으로 생각되는 정경도 묘사되고 있다.
이 소란스러운 연극은 이윽고 남이탈리아의 그리스 사람들로부터 캄파니아 지방의 오스크인 사이에 번지며 변형한다. 브코, 막스, 도세누스, 팝스의 네 가지 기본적 희극인물의 타입으로 설정되고 '아테라나 극(劇)'이라는 이름으로 로마에 보급된다. 한두 개의 병화(甁畵)에 의하면, 이에 이르러 구(舊)희극과 다분히 공통되고 있던 노골적인 희극의상은 개정되고 파로스는 없어졌으며, 노예 등 하층인물의 의상도 그때까지의 것보다 약간 긴 것을 착용하게 되었다. 이것 역시 순회 배우의 일단(一團)이 보급시키는 종류의 연극으로서, 극장의 양식도 간단하게 조립할 수 있는 목조무대(木造舞臺)가 사용되고, 거리의 광장이나 혹은 기성 경기장의 오케스트라에 즉석무대가 만들어졌던 모양이다.

### 에트루리아 연극의 영향
에트루리아인의 문화는 초기 로마인의 종교를 비롯하여 정신생활의 각 분야에서 큰 영향을 주었으며, 처음으로 에트루리아의 예능인들이 로마를 찾아온 것은 기원전 364년이었다. 라틴어의 히스트리오(배우)는 에트루리아어(語)의 히스테르(댄서)에서, 그리고 페르소나(연기자 내지는 가면)는 가면을 쓴 에트루리아의 댄서 페르스에서 유래된다. 이러한 음악·춤·노래는 로마 공화국 초기의 농민들 사이에서 많이 불렸던 이른바 파스켄니시(詩) 등과 혼합되어 사투라(혼합시)의 모태가 되었다고 한다. 그리고 이를 전후하여 앞서 말한 남이탈리아에서의 희극이 오스크인(人)을 통해 로마에도 보급되고, 로마인의 취향을 유발시켜 로마 연극이 대두하는 직접·간접적 계기가 되었던 것이다.

### 공화제 시대의 로마연극
로마에서의 연극창작의 움직임은 기원전 3세기 후반인 리비우스 안드로니쿠스의 그리스극 번역에서 시작된다. 기원전 240년부터 207년에 걸쳐 소포클레스, 에우리피데스, 메난드로스의 작품을 잇따라 라틴어로 번역·상연했으며, 이와 함께 남이탈리아의 희극 테마를 개량한 2-3개의 작품도 상연했던 모양이다. 이러한 작품의 대부분은 등장인물이 그리스인이며 의상 또한 그리스풍이기 때문에 '그리스 옷차림의 연극(Fabula palliata)'이라고 불리었으나, 결국 이와 병존하여 <로몰로스> 등 로마 고유의 영웅 소설을 테마로 한 극작이 나에비우스에 의해 저술되었으며, 로마 귀족의 의상을 사용한 때문에 파불라 프라에텍스타타(Fabula Praetextata)라 불리고, 또 로마의 시민생활을 모방한 희극도 등장인물이 로마인의 토가를 착용했기 때문에 파불라토가타(Fabula Togata)라는 이름으로 구별짓게 되었다. 그러나 이러한 작품은 모두 상실되고 겨우 전해지는 극작품의 제명이나 인용단편, 또한 당시의 도제 인형배우 등에서 편린(片鱗)을 엿볼 수 있음에 불과하다.
공화제 시기의 로마에서는 연극은 1년 중 일정한 국가의 축제일에 안찰관(按察官)의 감독하에 개최되었으나 차차 그 빈도가 늘어만 갔다. 가장 오래되고 성대한 '로마인의 축제', 기원전 220년부터의 '민중의 축제', 기원전 212년부터의 '아폴로 축제', 기원전 194년의 '큐베레 축제' 등 해를 거듭하면서 연극제의 수는 늘어가고, 기원전 200년경에는 1년에 10여 일밖에 연극이 상연되지 않았지만 아우구스투스의 치세하에선 국가가 지정한 상연일이 40여 일이나 되어 있었다. 또한 그 밖의 정례·개선 등이 있을 때마다 특별 상연이 있었던 모양이다.

### 로마의 비극
신희극이 착실하게 로마의 관객을 매혹시키고 있을 무렵에 아테네의 3대 비극작가의 여러 작품도 엔니우스(Ennius, B.C. 239-B.C.169), 파쿠비우스(Pacuvius, B.C. 220-B.C. 130경), 아키우스(Accius, B.C.170-B.C.86경) 등의 손으로 라틴어로 개작되고 있었다.
이러한 극작가들의 작품은 거의 전부 없어져버려 겨우 작품의 이름과 인용에 의한 단편(斷片)만이 전해질 뿐이나 에우리피데스의 여러 작품을 모방한 것이 많았다. 그러나 그리스의 원작과 비교하면 약간의 단편에서이긴 하나 과장되고 수사적(修辭的)인 대사가 두드러지며 또한 그들이 즐겨 사용한 테마는 걸핏하면 피비린내나는 자극적인 제재가 많았던 모양이다. 뒤에 호라티우스는 비극작가 지망자들을 훈계하면서 그리스의 대시인들이 말하고자 한 바를 잘 배우고 절도와 균형이 잡힌 작품을 쓰도록 타이른 바 있으나 그 충고도 헛되었던 것으로 생각된다.
이들의 번역 시구(詩句)에서 볼 수 있는 것과 똑같은 그로테스크한 과장은 당시의 조각이나 벽화에 그려진 비극가면이나 배우의 의상에서도 볼 수 있다. 거대한 눈과 입, 높다랗게 맨 머리, 그것에 어울리도록 큼직한 패드를 넣은 의상, 그리고 키를 돋보이게 한 굽이 높은 신발 등은 이 시대에 와서 최고도로 발전했던 모양이다. 이와 같은 의상을 걸친 배우가 그 수사적인 대사를 낭랑하게 읊을 때 얼마나 장중한 분위기를 전달할 수 있었는지 혹은 생기를 잃은 둔중한 중압감으로 시종(始終)하였는지에 대해서는 충분한 자료가 없기 때문에 모두가 분명치 않으나, 로마의 관객은 이보다 오히려 가면이 없는 촌극(寸劇)이나 무용 내지는 곡예 등을 환영했던 모양이다.
그 동안에 또한 극장 그 자체의 구조도 그리스의 고전기(古典期) 내지 헬레니즘의 양식과는 현저하게 다른 것이 되어버렸다. 남이탈리아의 구(舊) 그리스 식민 도시에서는 옛시대의 극장이 희극을 상연했으나 로마에서는 아직도 상설적인 극장이 없었으며, 경기장이나 거리의 광장에 가설무대를 설치하여 관객을 모으고 있었다. 이윽고 공화제 말기가 됨에 따라 그리스풍 극장의 바탕 위에 로마 고유의 조건에 적합한 것을 만들어 냈다.
두세 개의 중요한 변경을 든다면 완전한 원(圓)이었던 오케스트라는 반원(半圓)이 되고, 무대와 오케스트라가 한 건조물에 포함되었다. 그리고 후자의 무대는 그 면적이 넓어지는 한편 일찍이 합창대가 차지했던 오케스트라는 근세의 오페라 극장과 마찬가지로 귀빈석으로 변해버렸다. 무대의 배경은 실내의 벽면처럼 반주(半柱)나 그림·조각으로 장식되고, 호화로운 장식적 분위기를 지니는 경우도 있었다. 또한 그리스에서는 구릉지의 경사면을 이용하여 설치하는 것이 상례였으며, 극장은 성역화(聖域化)되었으나 로마에서는 평지에 지은 콜로세움상(狀)의 것이 많고, 그 외면은 주열(柱列)이나 조각 등으로 호화롭게 장식되어 있고, 내부의 좌석도 신분이나 계급의 상하에 따라 엄연히 구별되어 있었다. 그리고 그리스에서는 고도의 문학 작품을 감상하는 곳이었던 극장은 로마에서는 모든 것을 구경시켜 주는 관람장이며 문예작품의 상연은 그 일부에 불과했던 것이다.

## 같이 보기
- 세네카
- 테렌티우스
- 플라우투스